# Wu Min-hsun
Wu Min-hsun (* 26. September 1974) ist eine ehemalige taiwanische Fußballspielerin.

## Karriere
Wu spielte im November 1991 für Ching Wen in ihrer taiwanischen Heimat. Die Abwehrspielerin stand bei der Weltmeisterschaft 1991 im Kader der Nationalmannschaft, die das Viertelfinale erreichte, und kam auf vier Einsätze gegen Italien (0:5), Deutschland (0:3), Nigeria (2:0) und die Vereinigten Staaten (0:7).